# Omphale zunigai
Omphale zunigai är en stekelart som beskrevs av Christer Hansson 2004. Omphale zunigai ingår i släktet Omphale och familjen finglanssteklar.
Artens utbredningsområde är:
- Costa Rica.
- Honduras.

Inga underarter finns listade i Catalogue of Life.